# Bulgariens damjuniorlandslag i volleyboll
Bulgariens damjuniorlandslag i volleyboll representerar Bulgarien i juniorsammanhang på damsidan i volleyboll. De har tagit medalj i flera sammanhang, främst i europamästerskap i olika åldersgrupper, men tog även brons vid U23-VM 2017.

## Resultat
| Tävling | Guld | Silver | Brons |
| U23-VM  | -    | -      | 1     |

| Kronologisk resultatlista | Kronologisk resultatlista | Kronologisk resultatlista |
| ------------------------- | ------------------------- | ------------------------- |
| Pos.                      | Tävling                   | År                        |
| 7                         | U23-VM                    | 2015                      |
| 3                         | U23-VM                    | 2017                      |

| Tävling | Guld | Silver | Brons |
| U23-VM  | -    | -      | 1     |

| Kronologisk resultatlista | Kronologisk resultatlista | Kronologisk resultatlista |
| ------------------------- | ------------------------- | ------------------------- |
| Pos.                      | Tävling                   | År                        |
| 7                         | U23-VM                    | 2015                      |
| 3                         | U23-VM                    | 2017                      |

| Sport | volleyboll |      |
| Resultat |            |      |
| \| Kronologisk resultatlista \| Kronologisk resultatlista \| Kronologisk resultatlista \| \| ------------------------- \| ------------------------- \| ------------------------- \| \| Pos. \| Tävling \| År \| \| \| U20/U21-VM \| 1985 \| \| \| U20/U21-VM \| 1987 \| \| \| U20/U21-VM \| 1991 \| \| 4 \| U20/U21-VM[2] \| 2009 \| \| 9 \| U20/U21-VM \| 2013 \| \| \| U20/U21-VM \| 2015 \| \| 8 \| U20/U21-VM \| 2017 \| \| 6 \| U19/U20-EM[3] \| 2024 \| |            |      |
| Redigera uppgifter i faktarutan |            |      |
| Kronologisk resultatlista |            |      |
| Pos. | Tävling    | År   |
| | U20/U21-VM | 1985 |
| | U20/U21-VM | 1987 |
| | U20/U21-VM | 1991 |
| 4 | U20/U21-VM | 2009 |
| 9 | U20/U21-VM | 2013 |
| | U20/U21-VM | 2015 |
| 8 | U20/U21-VM | 2017 |
| 6 | U19/U20-EM | 2024 |

| Kronologisk resultatlista | Kronologisk resultatlista | Kronologisk resultatlista |
| ------------------------- | ------------------------- | ------------------------- |
| Pos.                      | Tävling                   | År                        |
|                           | U20/U21-VM                | 1985                      |
|                           | U20/U21-VM                | 1987                      |
|                           | U20/U21-VM                | 1991                      |
| 4                         | U20/U21-VM                | 2009                      |
| 9                         | U20/U21-VM                | 2013                      |
|                           | U20/U21-VM                | 2015                      |
| 8                         | U20/U21-VM                | 2017                      |
| 6                         | U19/U20-EM                | 2024                      |

| Tävling    | Guld | Silver | Brons |
| U19/U20-EM | -    | 2      | 1     |

| Kronologisk resultatlista | Kronologisk resultatlista | Kronologisk resultatlista |
| ------------------------- | ------------------------- | ------------------------- |
| Pos.                      | Tävling                   | År                        |
| 4                         | U19/U20-EM                | 1966                      |
| 2                         | U19/U20-EM                | 1969                      |
| 6                         | U19/U20-EM                | 1971                      |
| 8                         | U19/U20-EM                | 1973                      |
| 4                         | U19/U20-EM                | 1975                      |
| 8                         | U19/U20-EM                | 1977                      |
| 4                         | U19/U20-EM                | 1979                      |
| 2                         | U19/U20-EM                | 1982                      |
| 4                         | U19/U20-EM                | 1984                      |
| 3                         | U19/U20-EM                | 1986                      |
| 4                         | U19/U20-EM                | 1988                      |
| 6                         | U19/U20-EM                | 1990                      |
| 6                         | U19/U20-EM                | 1992                      |
| 12                        | U19/U20-EM                | 1998                      |
| 11                        | U19/U20-EM                | 2012                      |
| 5                         | U19/U20-EM                | 2014                      |
| 8                         | U19/U20-EM                | 2016                      |
| 9                         | U19/U20-EM                | 2018                      |
| 6                         | U19/U20-EM                | 2020                      |
| 7                         | Europaungdoms-OS          | 2022                      |
|                           | Europaungdoms-OS          | 2023                      |
| 8                         | U18/U19-VM                | 2023                      |

| Tävling    | Guld | Silver | Brons |
| U19/U20-EM | -    | 2      | 1     |

| Kronologisk resultatlista | Kronologisk resultatlista | Kronologisk resultatlista |
| ------------------------- | ------------------------- | ------------------------- |
| Pos.                      | Tävling                   | År                        |
| 4                         | U19/U20-EM                | 1966                      |
| 2                         | U19/U20-EM                | 1969                      |
| 6                         | U19/U20-EM                | 1971                      |
| 8                         | U19/U20-EM                | 1973                      |
| 4                         | U19/U20-EM                | 1975                      |
| 8                         | U19/U20-EM                | 1977                      |
| 4                         | U19/U20-EM                | 1979                      |
| 2                         | U19/U20-EM                | 1982                      |
| 4                         | U19/U20-EM                | 1984                      |
| 3                         | U19/U20-EM                | 1986                      |
| 4                         | U19/U20-EM                | 1988                      |
| 6                         | U19/U20-EM                | 1990                      |
| 6                         | U19/U20-EM                | 1992                      |
| 12                        | U19/U20-EM                | 1998                      |
| 11                        | U19/U20-EM                | 2012                      |
| 5                         | U19/U20-EM                | 2014                      |
| 8                         | U19/U20-EM                | 2016                      |
| 9                         | U19/U20-EM                | 2018                      |
| 6                         | U19/U20-EM                | 2020                      |
| 7                         | Europaungdoms-OS          | 2022                      |
|                           | Europaungdoms-OS          | 2023                      |
| 8                         | U18/U19-VM                | 2023                      |

| Sport | volleyboll |      |
| Resultat |            |      |
| \| Kronologisk resultatlista \| Kronologisk resultatlista \| Kronologisk resultatlista \| \| ------------------------- \| ------------------------- \| ------------------------- \| \| Pos. \| Tävling \| År \| \| 5 \| U18/U19-VM \| 1989 \| \| 6 \| U18/U19-VM \| 1991 \| \| 7 \| U17/U18-EM[21] \| 1995 \| \| \| U17/U18-EM \| 2015 \| \| 10 \| U17/U18-EM[22] \| 2017 \| \| 11 \| U18/U19-VM \| 2019 \| \| 17 \| U18/U19-VM[23] \| 2021 \| |            |      |
| Redigera uppgifter i faktarutan |            |      |
| Kronologisk resultatlista |            |      |
| Pos. | Tävling    | År   |
| 5 | U18/U19-VM | 1989 |
| 6 | U18/U19-VM | 1991 |
| 7 | U17/U18-EM | 1995 |
| | U17/U18-EM | 2015 |
| 10 | U17/U18-EM | 2017 |
| 11 | U18/U19-VM | 2019 |
| 17 | U18/U19-VM | 2021 |

| Kronologisk resultatlista | Kronologisk resultatlista | Kronologisk resultatlista |
| ------------------------- | ------------------------- | ------------------------- |
| Pos.                      | Tävling                   | År                        |
| 5                         | U18/U19-VM                | 1989                      |
| 6                         | U18/U19-VM                | 1991                      |
| 7                         | U17/U18-EM                | 1995                      |
|                           | U17/U18-EM                | 2015                      |
| 10                        | U17/U18-EM                | 2017                      |
| 11                        | U18/U19-VM                | 2019                      |
| 17                        | U18/U19-VM                | 2021                      |

| Sport | volleyboll |      |
| Resultat |            |      |
| \| Kronologisk resultatlista \| Kronologisk resultatlista \| Kronologisk resultatlista \| \| ------------------------- \| ------------------------- \| ------------------------- \| \| Pos. \| Tävling \| År \| \| 4 \| U17/U18-EM[24] \| 2018 \| \| 9 \| U17/U18-EM[25] \| 2020 \| \| 6 \| U17/U18-EM \| 2022 \| \| 8 \| U16/U17-EM[26] \| 2023 \| |            |      |
| Redigera uppgifter i faktarutan |            |      |
| Kronologisk resultatlista |            |      |
| Pos. | Tävling    | År   |
| 4 | U17/U18-EM | 2018 |
| 9 | U17/U18-EM | 2020 |
| 6 | U17/U18-EM | 2022 |
| 8 | U16/U17-EM | 2023 |

| Kronologisk resultatlista | Kronologisk resultatlista | Kronologisk resultatlista |
| ------------------------- | ------------------------- | ------------------------- |
| Pos.                      | Tävling                   | År                        |
| 4                         | U17/U18-EM                | 2018                      |
| 9                         | U17/U18-EM                | 2020                      |
| 6                         | U17/U18-EM                | 2022                      |
| 8                         | U16/U17-EM                | 2023                      |

| Tävling    | Guld | Silver | Brons |
| U16/U17-EM | -    | -      | 2     |

| Kronologisk resultatlista | Kronologisk resultatlista | Kronologisk resultatlista |
| ------------------------- | ------------------------- | ------------------------- |
| Pos.                      | Tävling                   | År                        |
| 3                         | U16/U17-EM                | 2017                      |
| 3                         | U16/U17-EM                | 2021                      |

| Tävling    | Guld | Silver | Brons |
| U16/U17-EM | -    | -      | 2     |

| Kronologisk resultatlista | Kronologisk resultatlista | Kronologisk resultatlista |
| ------------------------- | ------------------------- | ------------------------- |
| Pos.                      | Tävling                   | År                        |
| 3                         | U16/U17-EM                | 2017                      |
| 3                         | U16/U17-EM                | 2021                      |